# 上海文化

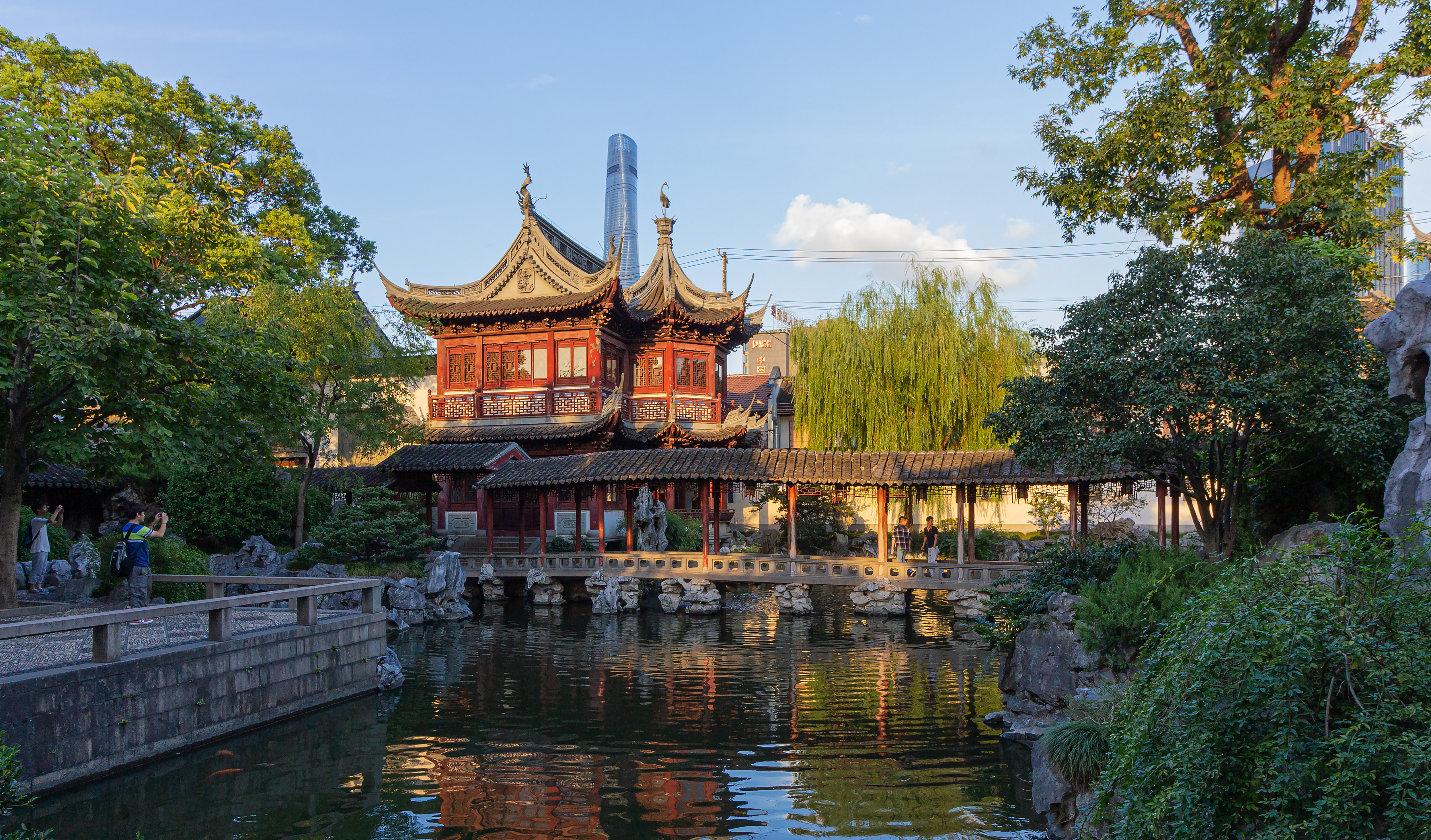
豫园，遠處高樓為上海中心大厦

上海文化以江浙一带的吴越文化为基础，自19世纪中叶以来，在西方影响的影响下，形成了独特的“东西交汇”海派文化。来自中国各地和世界其他地区的移民使上海成为不同文化的大熔炉。例如上海街頭出現了中國第一辆能上街行駛的汽车、第一条火车轨道和现代下水道。上海也湧現出鲁迅、茅盾、郑念、施蛰存、邵洵美、葉靈鳳、张爱玲等作家。法國作家安德烈·马尔罗的小說《人的命运》就是以上海為背景。另外有不少赛博朋克作品以上海為背景，东方明珠广播电视塔和霓虹燈招牌映襯下的延安高架路之类的建筑频频出现在以上海为背景的赛博朋克作品中。

## 语言
| 在上海通行的語言 (2013)                          | 在上海通行的語言 (2013) | 在上海通行的語言 (2013) | 在上海通行的語言 (2013) | 在上海通行的語言 (2013) |
| ------------------------------------------------ | ----------------------- | ----------------------- | ----------------------- | ----------------------- |
| 語言                                             | 語言                    |                         | %                       | 百分比                  |
| 普通話                                           | 普通話                  |                         | 97.0%                   | 97.0%                   |
| 上海話                                           | 上海話                  |                         | 81.4%                   | 81.4%                   |
| 英语                                             | 英语                    |                         | 47.5%                   | 47.5%                   |
| 汉语方言                                         | 汉语方言                |                         | 29.7%                   | 29.7%                   |
| 其他外語                                         | 其他外語                |                         | 7.8%                    | 7.8%                    |
| Survey sampling根據≥13歲的上海當地居民調研的結果 |                         |                         |                         |                         |

上海的地方话是上海话，是吴语太湖片的一种方言。它与普通话明顯不同，現代標準漢語与吴语之間有很大差異。现代上海话以吴语太湖片其他方言为基础，例如苏州话、宁波话和松江区等地的本地閒話。
上海的本地閒話仅在郊区使用。19世纪末，開始出现，並迅速取代苏州话成为长江三角洲地区的主流方言。当时上海的居民大多是来自江浙两省的移民，所以上海话可以視為苏南话和宁波话的混血儿。1949年以后，由于中国共产党大力推廣普通話，上海人也說起了普通話。自1990年代以来，许多吴语地区以外的移民来到上海讀書和工作。他们基本上不會說也不會學習上海話，因此普通话逐漸成為了上海的通用语。由于普通话和英语更受青睐，上海话地位开始下降，年輕的上海人開始不怎麼說上海話，有的甚至說不來。在此背景下有人開始倡導保卫上海话。

## 美食

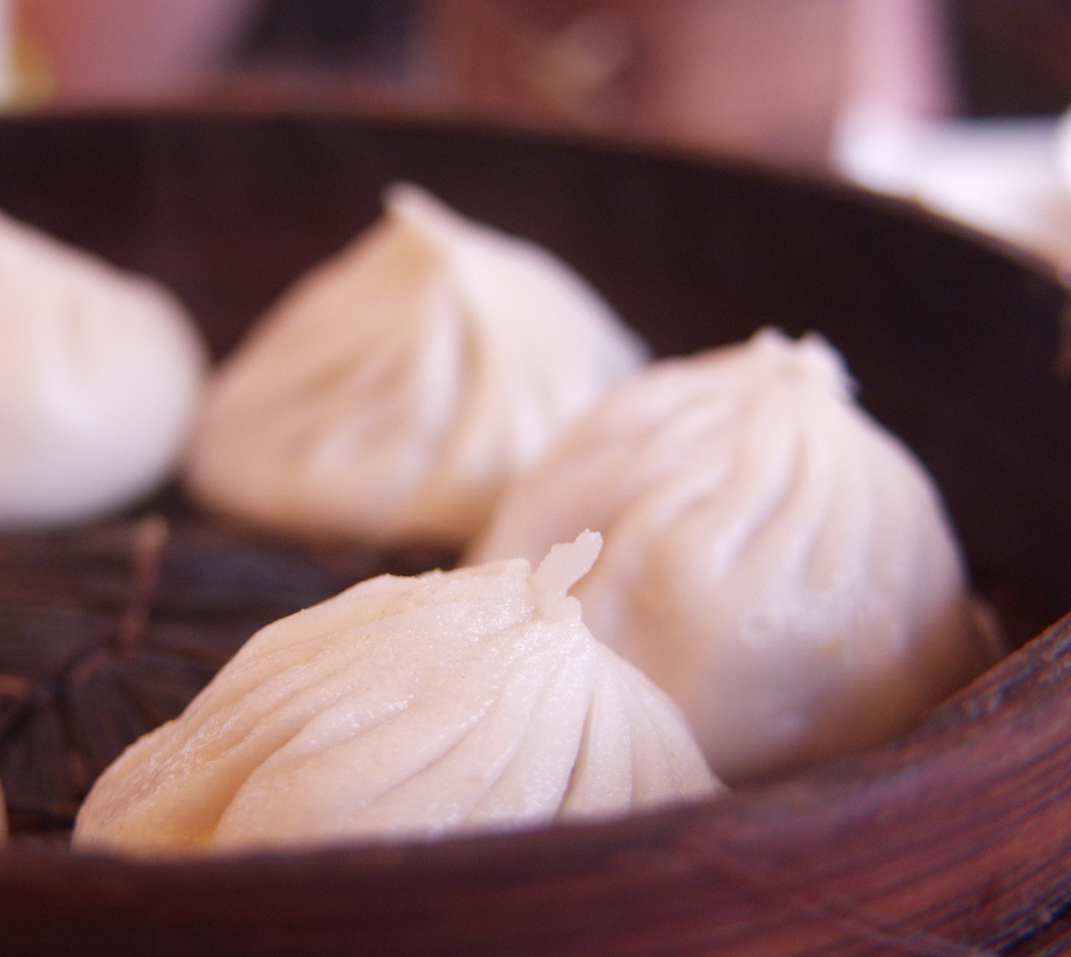
小籠包

上海當地的菜餚有本幫菜，本幫菜有個特色是菜品裡面放了很多糖以及酱油。另一个特点是不少海鲜和淡水生物成為了本幫菜的原料。以下是上海的招牌食物：
- 小籠包——一种用薄皮做成的包子，里面塞满了猪肉或蟹肉碎，除此之外裡面还有湯汁。
- 生煎馒头——一种包子，是上海的特产。它由发酵或半发酵的面团制成，裡面最常見的餡料是猪肉。[11]
- 崇明老毛蟹——中华绒螯蟹的一種。上海人食用清蒸後的螃蟹時通常以醬油以及生薑末為佐料。另外人們還會将蟹肉与猪油混合制成蟹粉作為小笼包的餡料。[12]

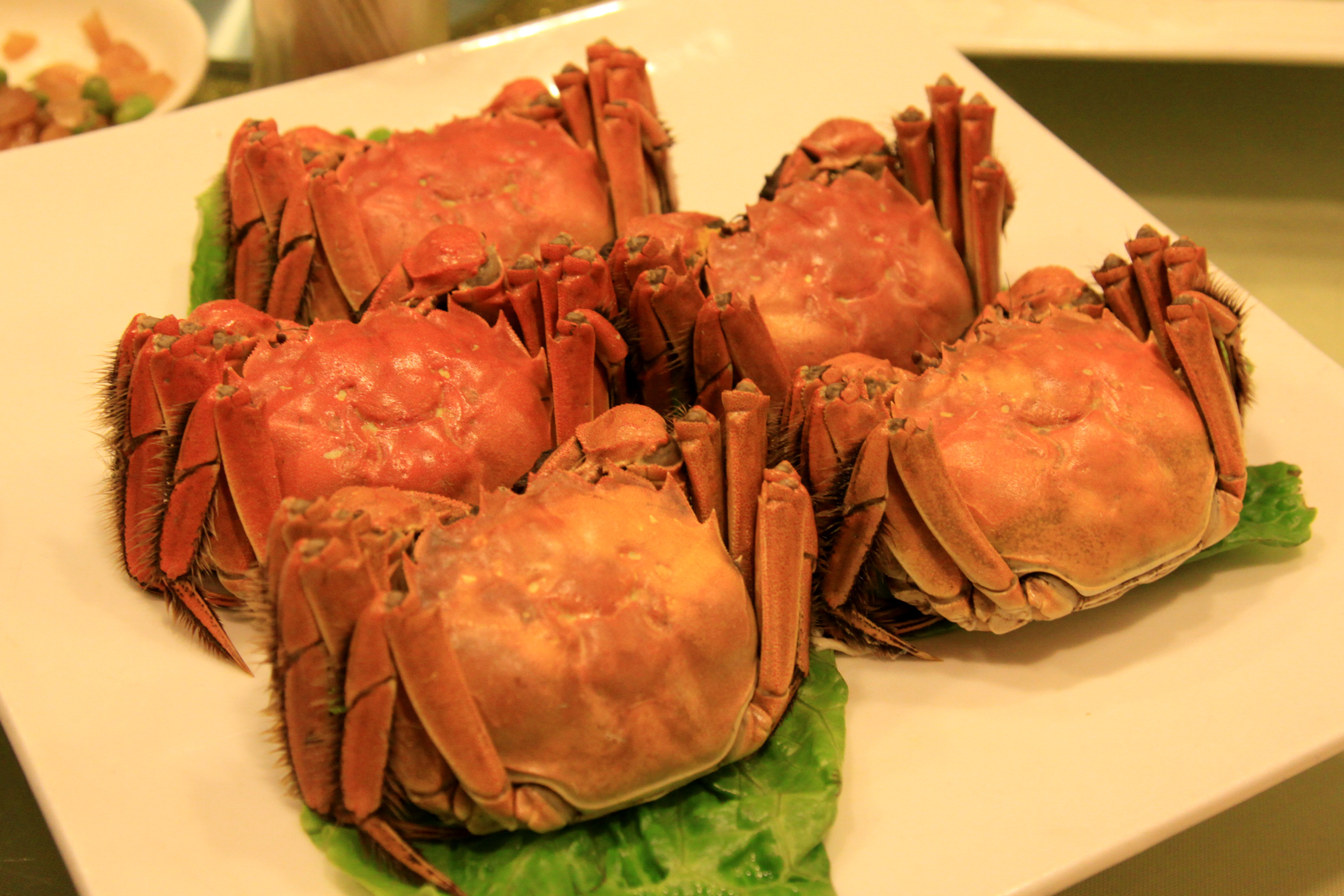
清蒸後的大闸蟹

- 松鼠鳜鱼——这道菜原料為鳜鱼。鱼經過油炸後外皮酥脆，並且具有酸味和甜味。[13]
- 糖醋排骨——新鲜的排骨在煮熟后呈現红色，並且還要放上糖醋酱。[14]
- 上海風味罗宋汤——罗宋汤傳至上海後原本的配方有所變更，羅宋湯原產地的甜菜根被取代，上海人在燒羅宋湯時放入了更多的番茄酱，並且用面粉代替奶油。[15]

## 建筑

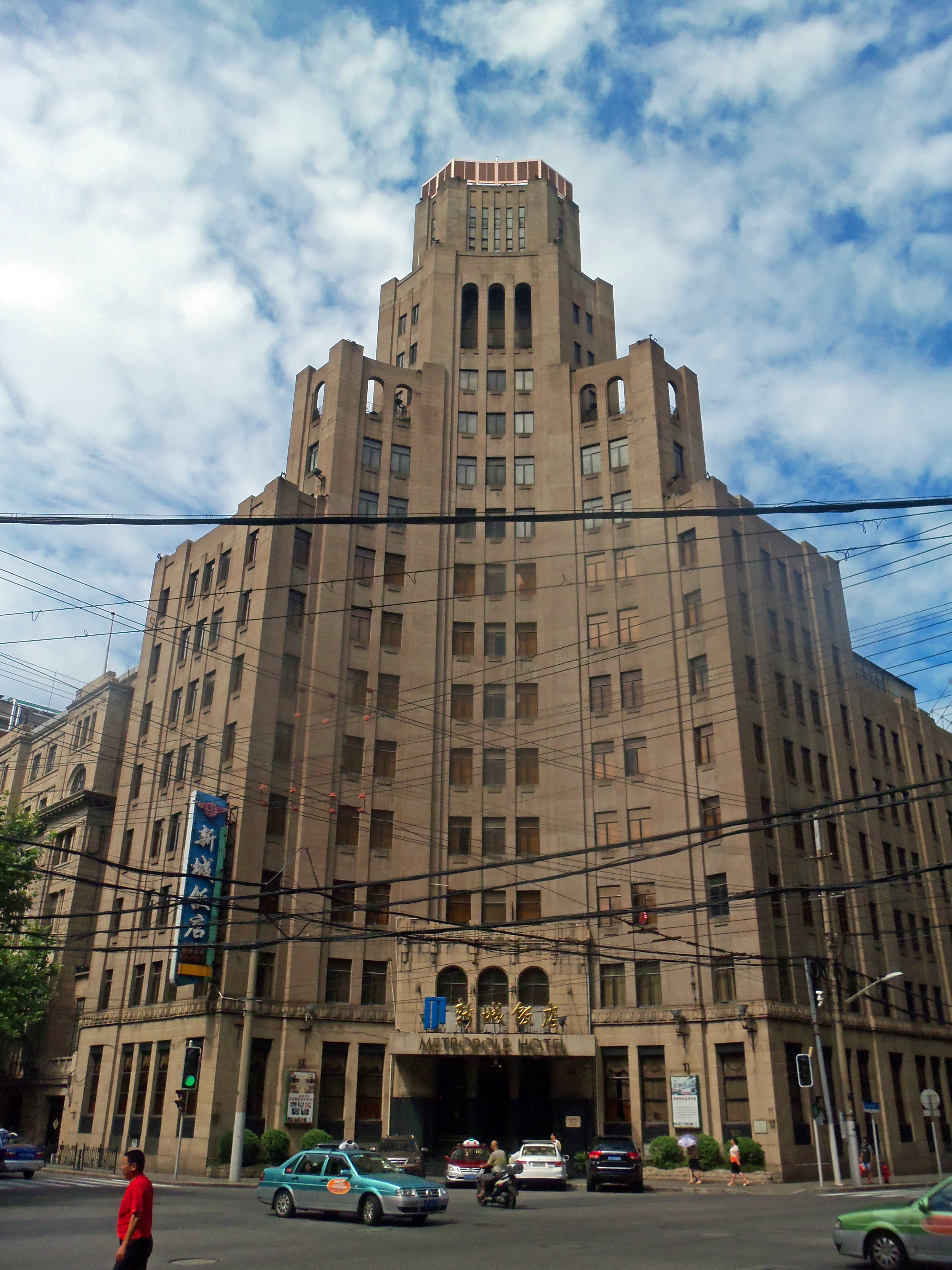
锦江国际集团旗下的都城饭店

上海境內有各种建筑风格的建築物。外滩位于黄浦江畔，拥有一排20世纪早期建成的建筑，其中有新古典主义建筑滙豐銀行大樓、装饰风艺术風格的沙逊大厦
（现为和平饭店的一部分）。原上海租界地区境內的建築也保存完好。上海还有许多當代建筑，例如上海博物馆、上海大剧院、东方艺术中心和东方明珠广播电视塔。上海老城厢境內也仍然保留了一些传统建筑，如豫园、上海城隍廟以及上海文廟。

### 艺术装饰
由于1920和1930年代的建筑热潮，上海出現了許多艺术装饰。當時在上海生活工作的建筑师中最出名的可能就是邬达克，他是匈牙利裔斯洛伐克人，1918年至1947年间居住在上海。他設計的建築有国际饭店、大光明电影院和百乐门舞厅。巴馬丹拿則參與设计了和平饭店、都城饭店和上海大厦。鸿达洋行參與設計了光陸大樓。

### 石库门

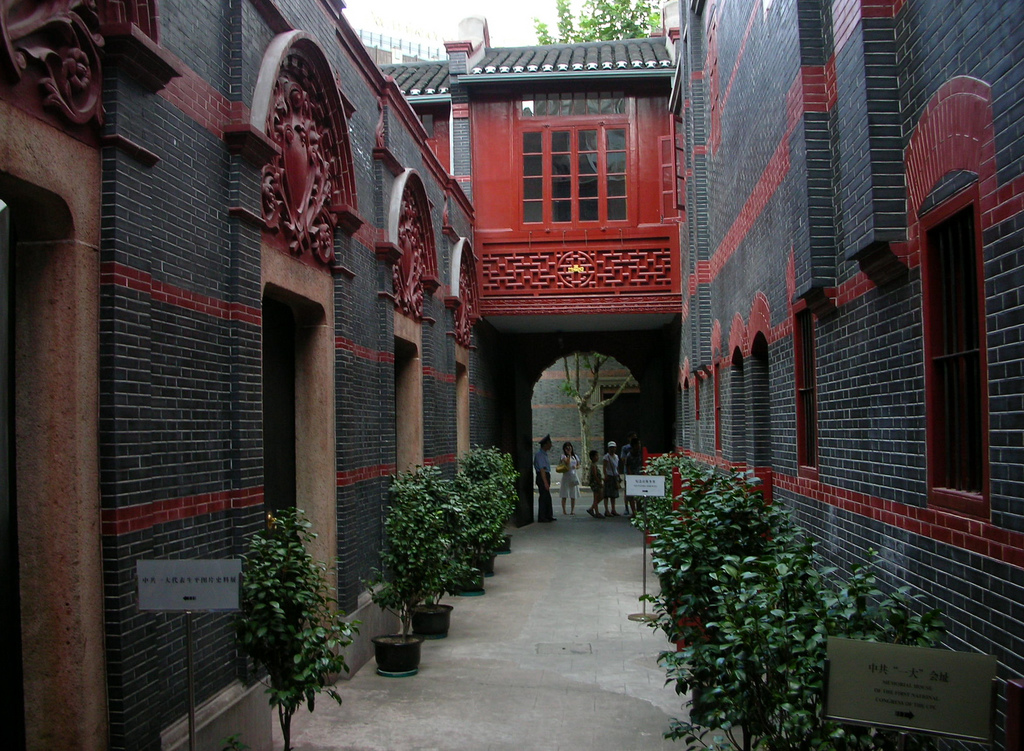
中国共产党第一次全国代表大会会址，典型的上海法租界內的石库门建筑

一种独特的上海建築是石库门住宅，它通常是两层或三层的灰色砖房。石库门是西方建筑与中国传统江南建筑相互融合的產物。許多石库门住宅都彼此相连，上海石庫門住宅區中的小路被称为弄堂。石庫門建築就分佈於弄堂兩側。

### 苏联新古典主义
上海還有一些苏联時代的新古典主义建筑以及斯大林式建筑。这些建筑大多建于1949年中华人民共和国後至1960年代后期中苏交恶之前。在此期间大批苏联专家、蘇聯建築師來到中国帮助中国建设。上海展览中心就是一個苏联新古典主义建筑。

### 摩天大楼

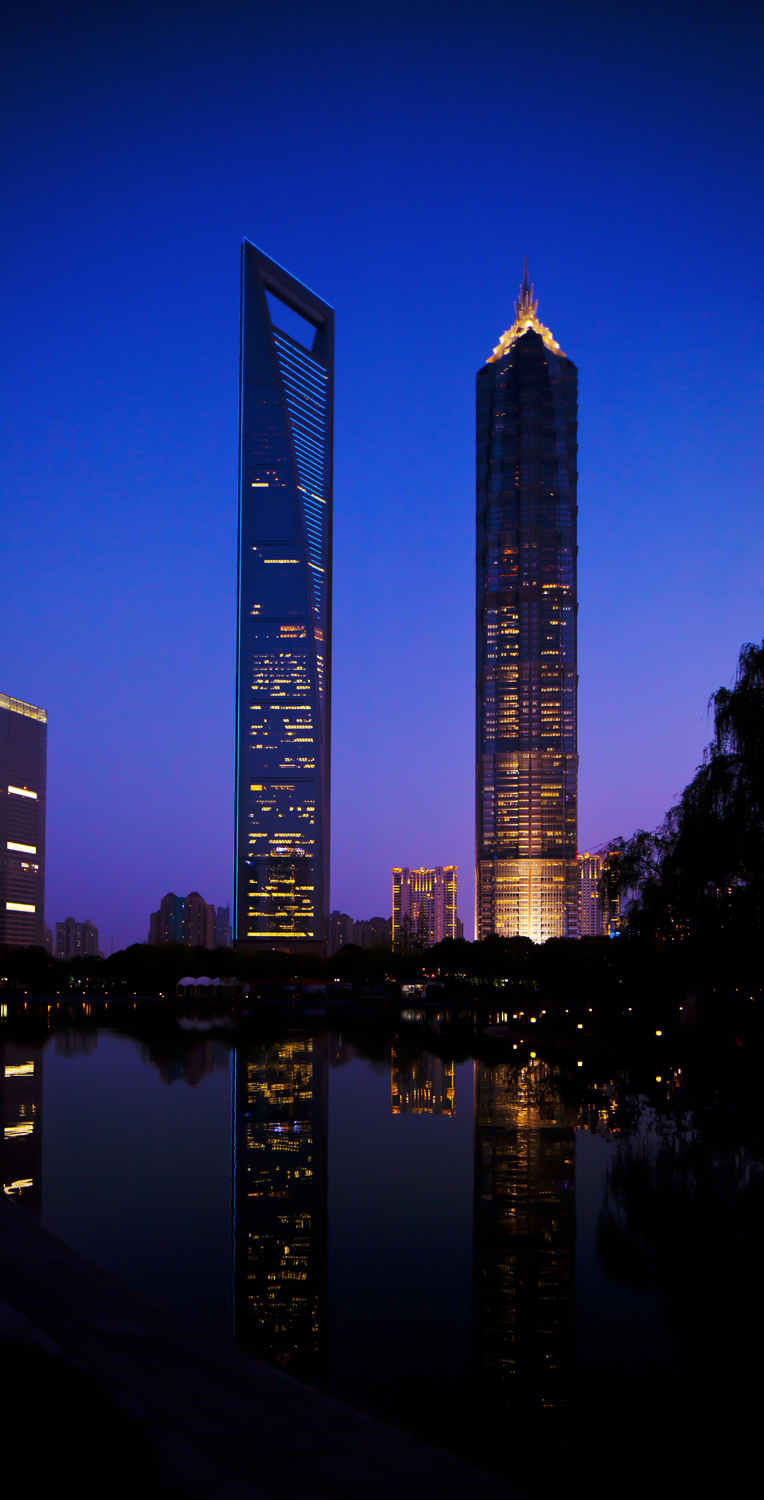
上海环球金融中心（左）和金茂大厦（右）

浦東開發開放後，上海的陆家嘴金融貿易區內建造了許多摩天大楼。其中有421米（1,381英尺）高的金茂大厦、492米（1,614英尺）高的上海环球金融中心、632米（2,073英尺）高的上海中心大厦，它是中国第一高楼，世界第二高楼。上海中心大厦于2015年竣工，共128层。东方明珠广播电视塔高468米（1,535英尺）。此外上海的摩天大樓還有北外灘的上海白玉蘭廣場、黄浦區的上海世茂国际广场和静安区的会德丰国际广场。

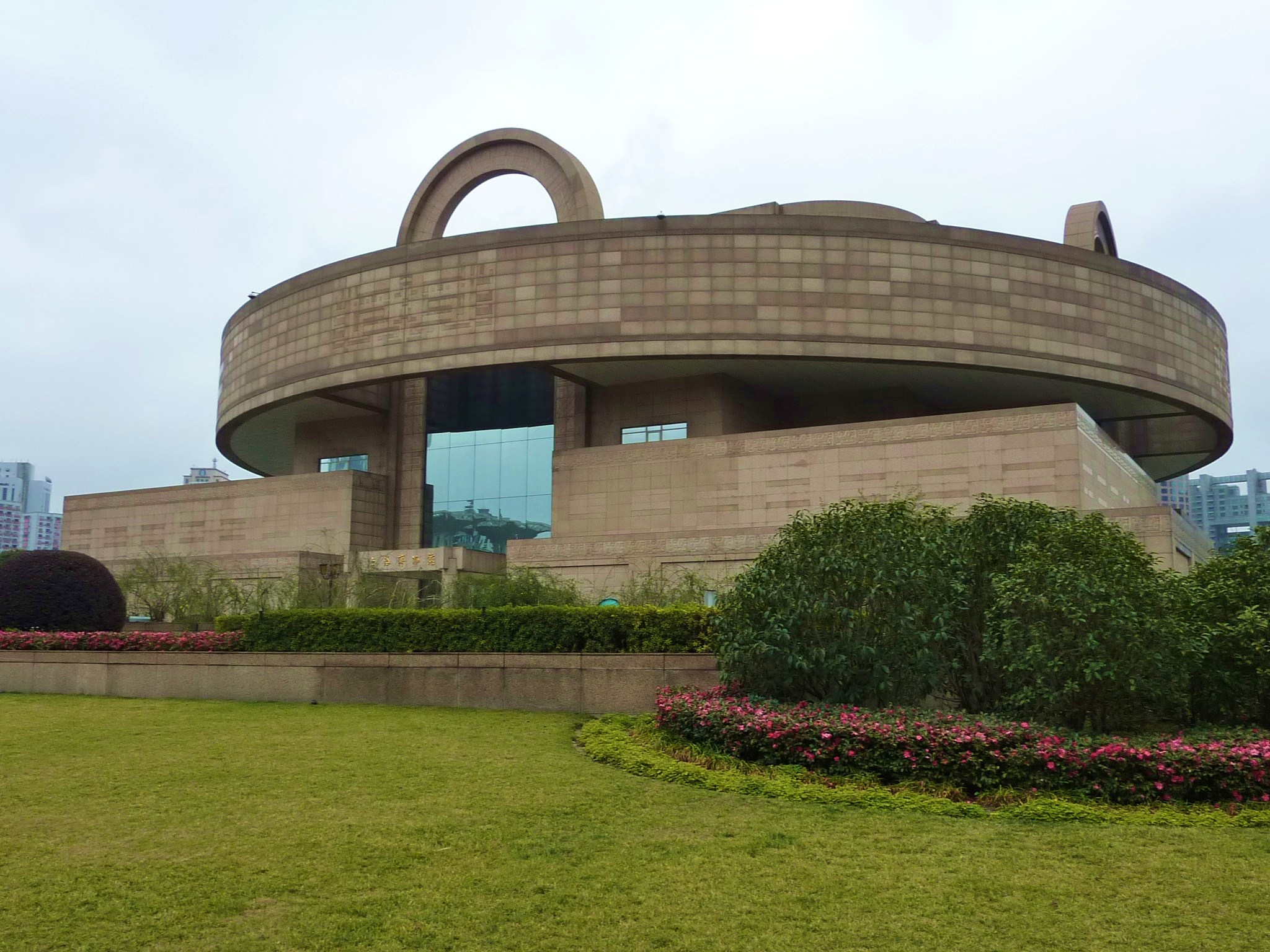
上海博物馆
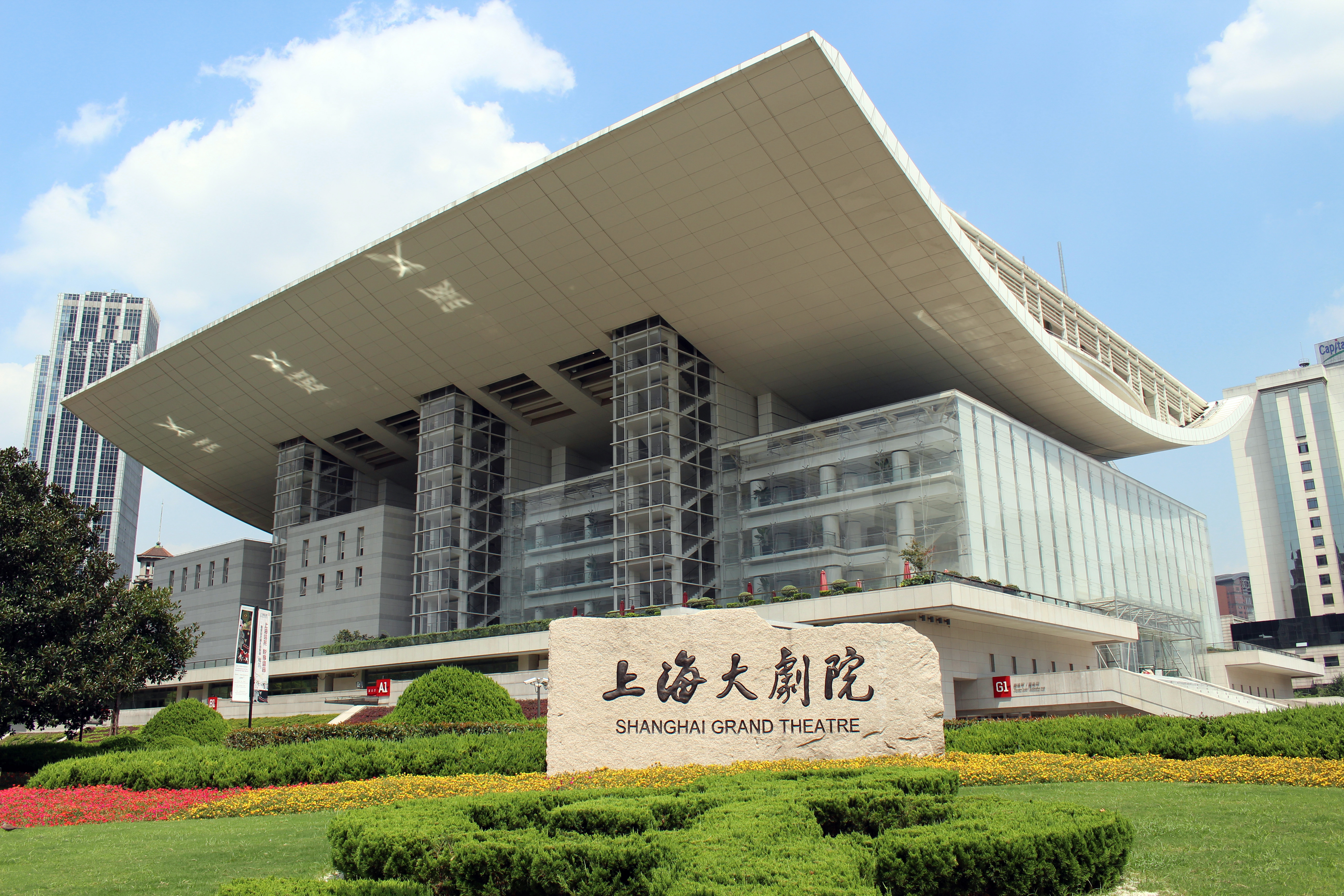
上海大剧院
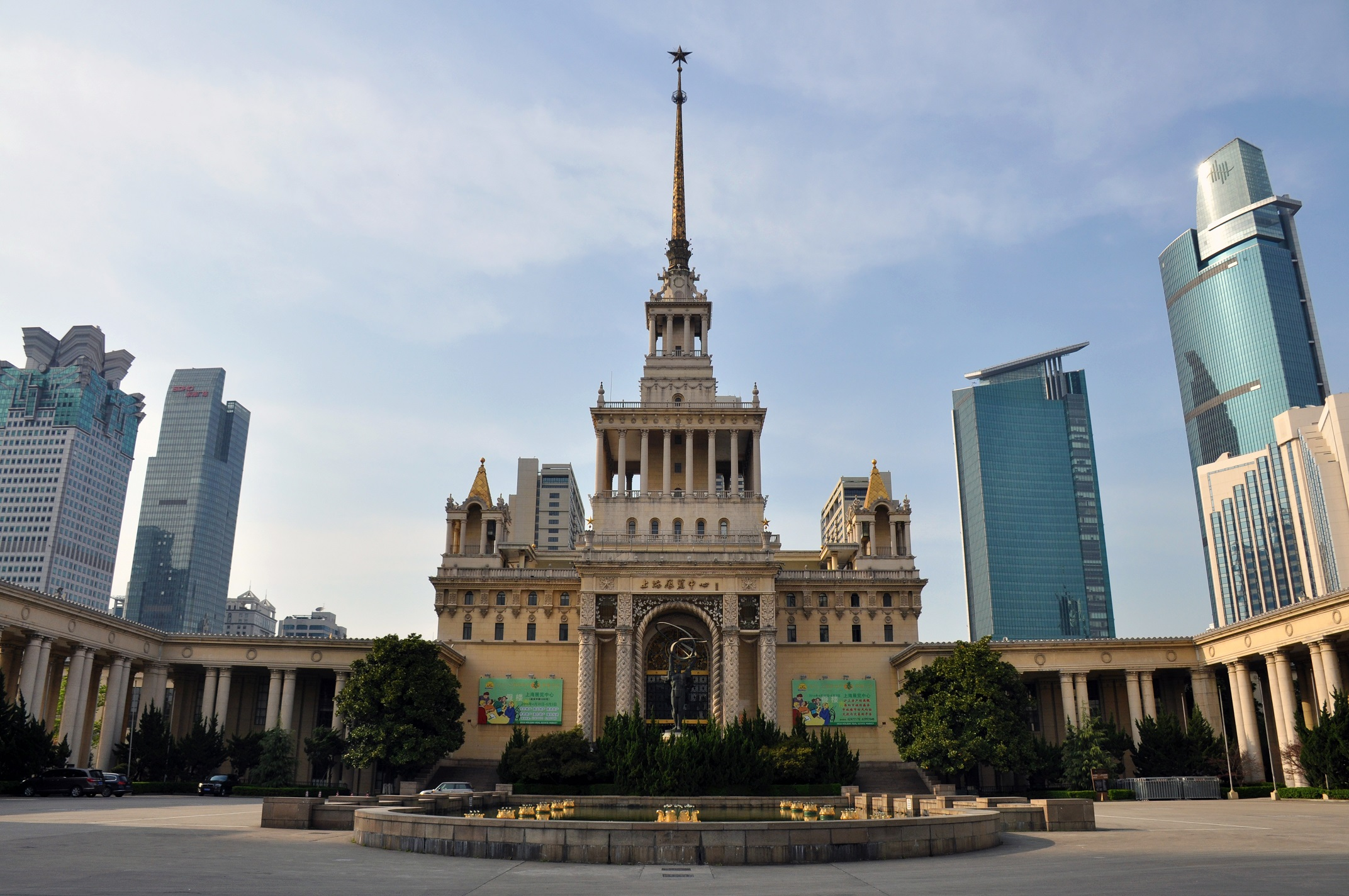
上海展览中心
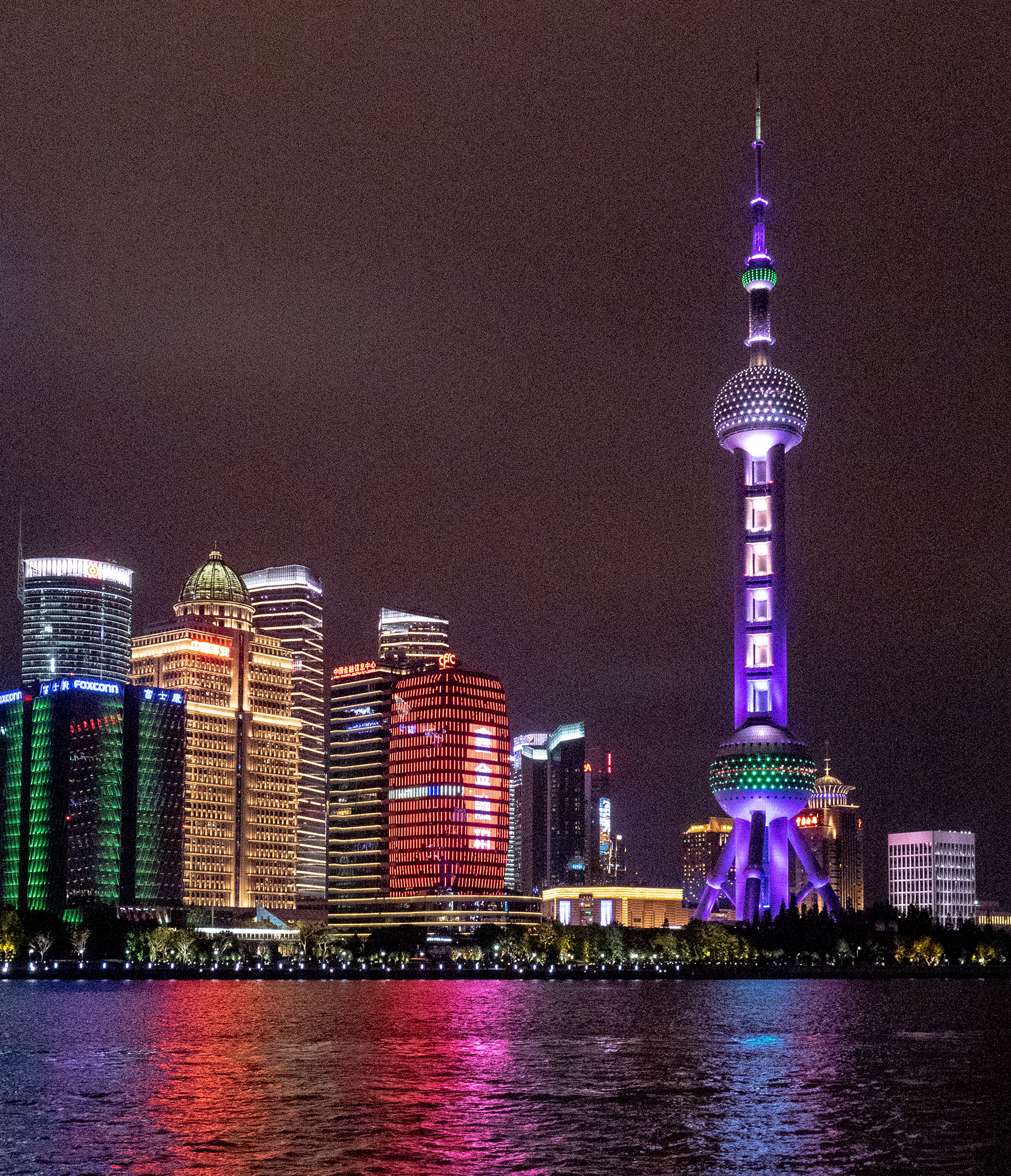
东方明珠電視塔
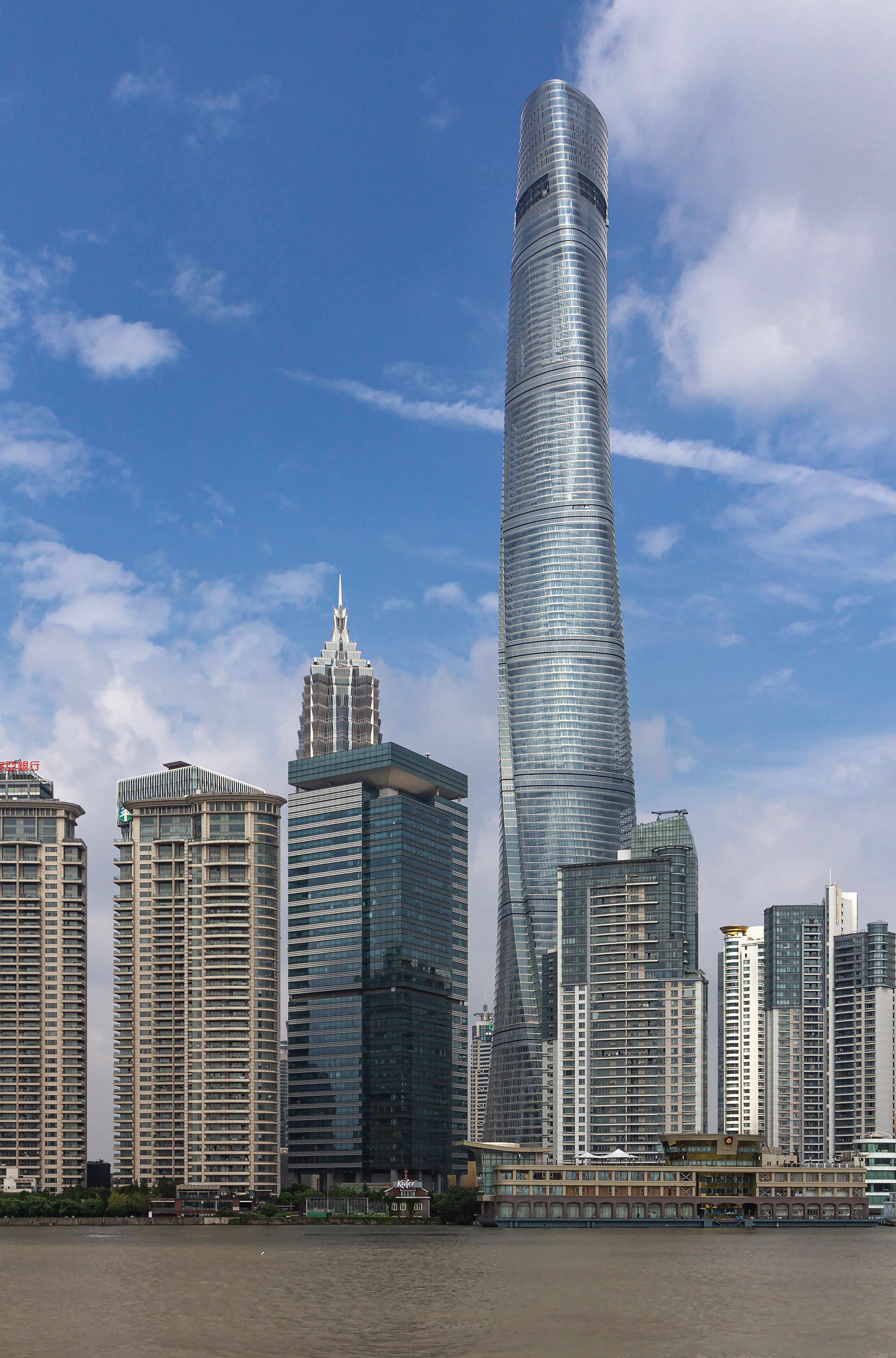
上海中心大厦

## 博物馆

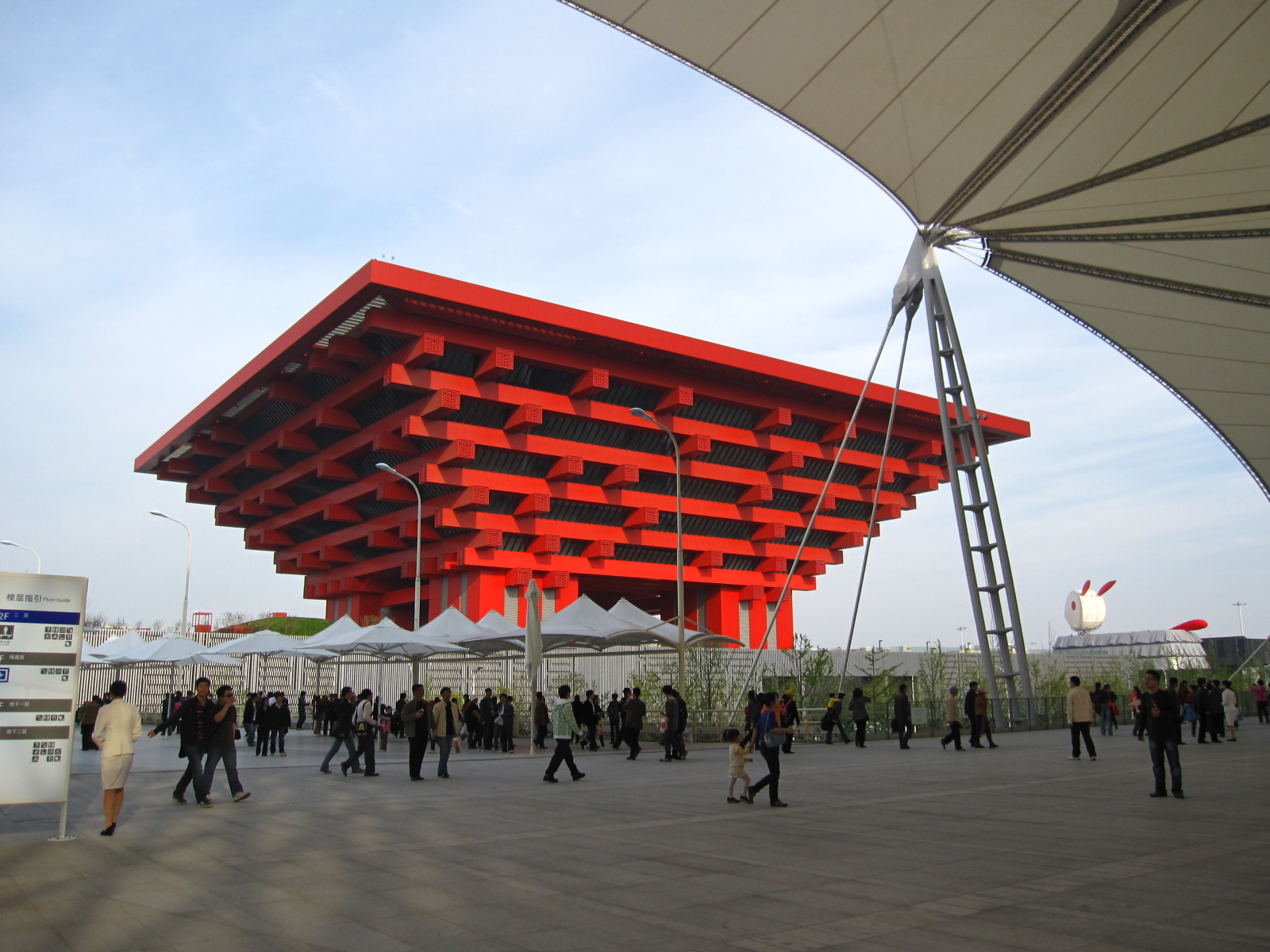
中华艺术宫，位于浦东新区

上海還有不少博物馆。上海博物馆館藏大量中国青铜器。中华艺术宫前身是中国2010年上海世界博览会中国馆，是亚洲最大的美术馆。上海当代艺术博物馆前身是一個发电站。上海自然博物馆和上海科技馆分別是以自然历史和科学為主題的科普館。此外上海還有上海崧泽遗址博物馆、中国共产党第一次全国代表大会会址、大韩民国临时政府旧址、摩西会堂和上海邮政总局等歷史遺跡。此外上海还有很多艺术画廊，例如上海外滩美术馆以及位於M50创意园和田子坊的畫廊。上海還有上海海洋水族馆以及长风海洋世界。

## 视觉艺术

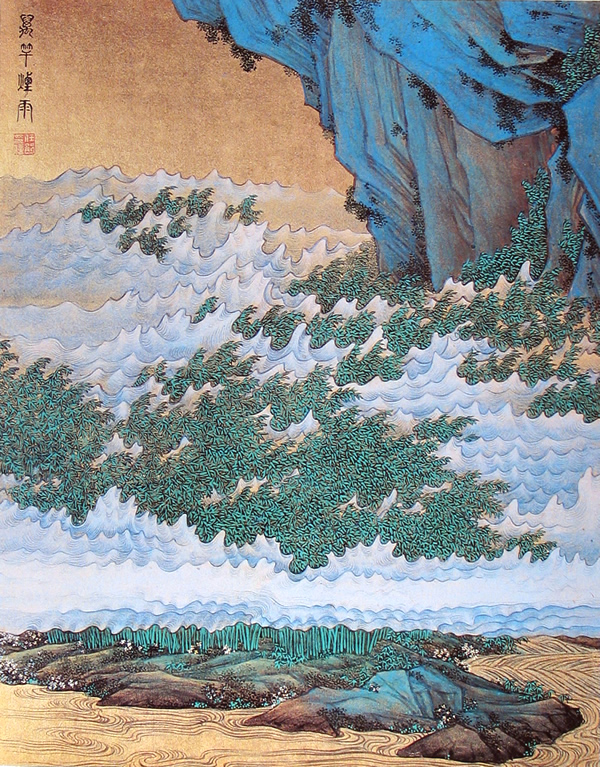
任熊的《十萬圖》之萬竿煙雨

松江府畫家顧正誼開創了松江画派，它是明清时期松江府境內出現的画派。它以董其昌为代表。該畫派被认为受到吴门画派的影響。
19世纪中叶，海派文藝开始發展，海派文藝不再傳承中國水墨画所強調的意象，而是通过鲜艳的色彩呈現繪畫的主題。繪畫主題經常為花鸟等事物。1847年，西班牙传教士将西方艺术引入上海。1864年土山湾孤儿院内成立了上海第一家西方画室。中華民国大陸时期，张大千、刘海粟、徐悲鸿、豐子愷、顏文樑等众多艺术家落户上海，上海逐渐成为中国的艺术中心。摄影、木雕、雕塑、漫画（中國漫畫）、连环画等各种艺术形式在上海蓬勃发展。當時張樂平在上海發表了《三毛流浪记》。
如今上海的艺术文化设施有中华艺术宫。而上海当代艺术博物馆则在当代艺术中扮演着重要角色。上海双年展于1996年首次举办，现已成为中外艺术交流的重要场所。

## 表演艺术

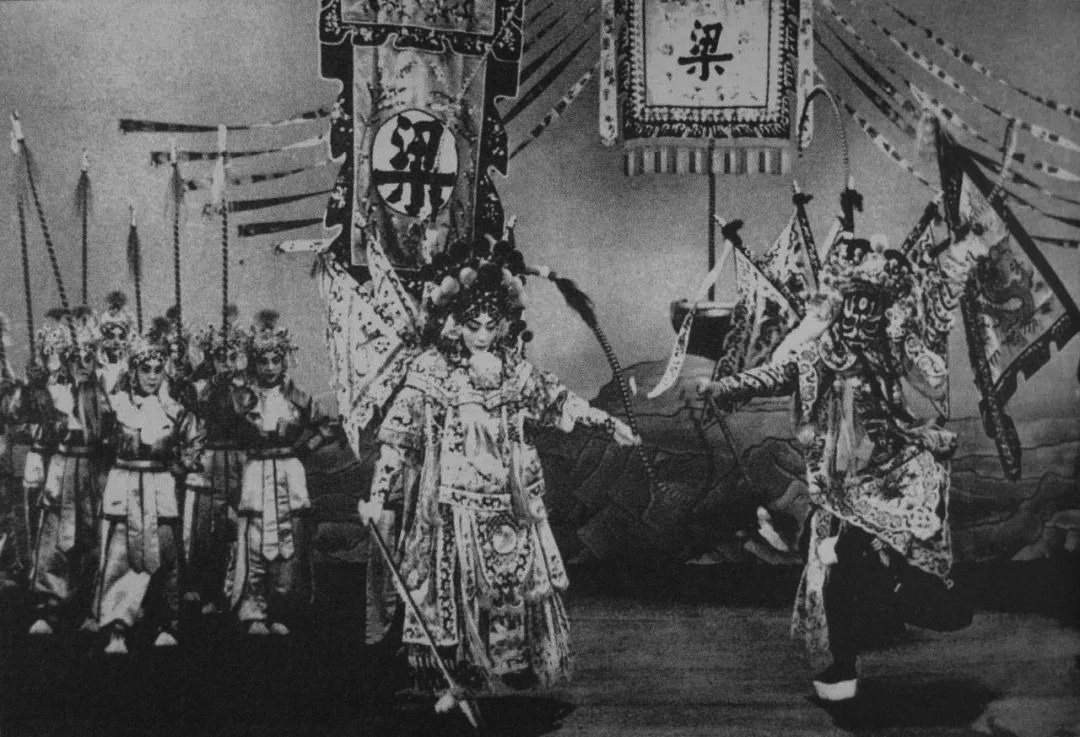
梅兰芳在天蟾逸夫舞台表演京剧《抗金兵》

19世纪后期，觀看传统戏曲是當時大众娱乐的主要方式。20世纪初，上海出现了用上海话表演的獨角戲和滑稽戲，這些表演吸收了传统戏剧的元素。此外許多表演在上海大世界舉行。
1920年代，评弹从苏州市傳至上海。據說1930年代上海商业广播电台每天播放103个評彈节目。与此同时，上海也形成了以周信芳、盖叫天为首的海派京剧，所以吸引了许多像梅兰芳这样的京劇表演藝術家来到上海。与此同时，來自嵊县的一个小剧团也开始在上海推广越剧。地方民歌与现代戏曲碰撞，形成了上海地方劇種——沪剧。截至2012年，上海知名戏曲剧团包括上海京劇院、上海昆剧团、上海越剧院和上海滬劇院。
19世纪后期，戏剧開始出现在上海的教會学校。那时人們主要用英语表演戲劇。1899年上演的《官场丑史》是當時上海出現的較早的本土戲劇。1907年，根據《汤姆叔叔的小屋》改編的戲劇在兰心大戏院上演。新文化运动之后，学生和知识分子開始通過戲劇表演表达自身的观点。
许多有影响力的音乐剧和歌剧在上海上演，例如《悲慘世界》、《猫》和贾科莫·普契尼的《波希米亚人》。很多话剧和舞台剧也以上海为背景，例如電視廣播有限公司出品的上海灘，賴聲川导演的暗戀桃花源等。
上海音乐学院、上海话剧艺术中心、上海歌剧院、上海戏剧学院是上海四大戏剧培训机构。上海著名的剧院包括上海大剧院、东方艺术中心和上海人民艺术剧院。

## 电影

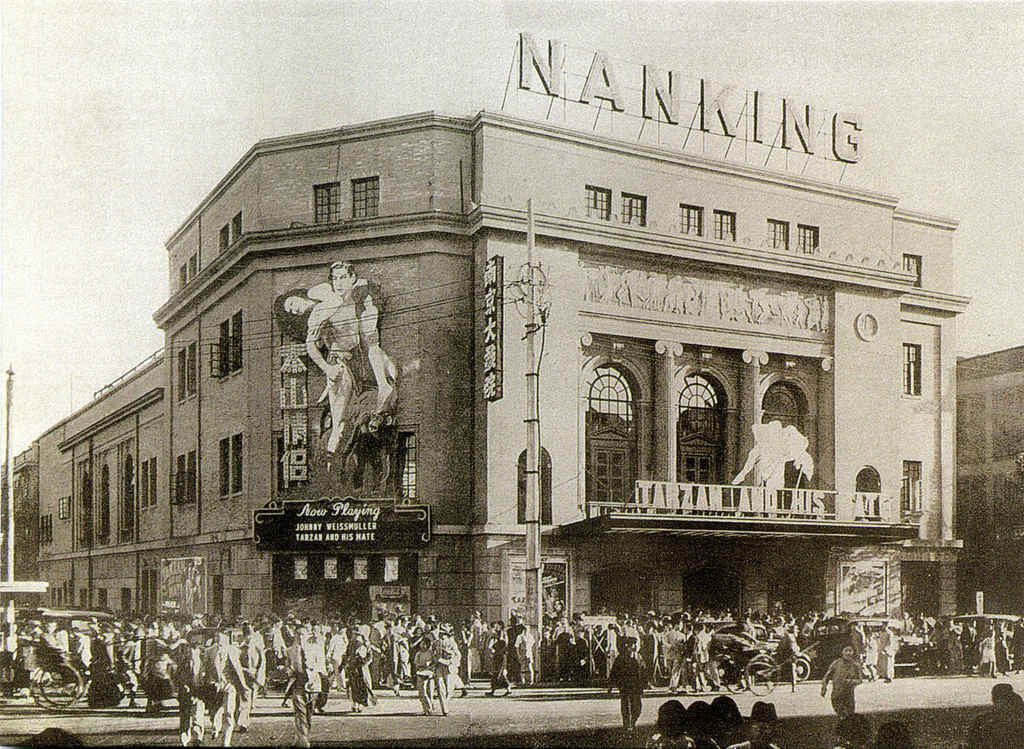
1934年的南京大戏院（现上海音乐厅）

上海是中国大陆电影和戏剧的发源地。中国第一部短片《难夫难妻》（1913）、中国第一部虚构故事片《孤儿救祖记》（1923）均在上海拍攝。这两部电影影响很大，奠定了上海中国电影中心的地位。1930年代初期，上海电影业继续蓬勃发展，诞生了胡蝶、阮玲玉、周璇、金焰、赵丹等影星。另一位电影明星江青后来成为毛泽东夫人。中國抗日战争和中華人民共和國的成立导致不少上海电影制作人和演员遷往他處，他們为香港電影的发展做出了巨大贡献。出生於上海的王家卫执导的电影花樣年華就以流離至香港的上海人為背景。

## 时尚

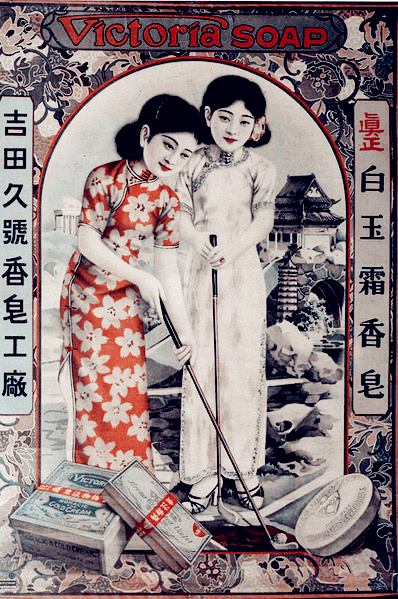
在这则1930年代的上海肥皂广告中，两名穿着上海风格旗袍的女子在打高尔夫球

中華民國大陸時期，旗袍在上海女子之間開始興起。旗袍源自满族的旗袍。當時上海女子穿著的旗袍沒有袖子。1949年中華人民共和國成立後旗袍就開始銷聲匿跡了。
自2001年以来，上海举办了自己的时装周，称为上海时装周，於每年的四月和十月举行。4月的上海时装周也是上海国际服装文化节的一部分。上海时装周主会场位於上海复兴公园，开闭幕式位於上海国际时尚中心。上海时装周是由中华人民共和国商务部支持的由上海市人民政府主办的活動。

## LGBT
上海一度有一个蓬勃发展的LGBT社区，當地有同志酒吧和LGBTQIA+机构。复旦大学于2005年成为中国大陆第一所开设LGBT研究课程的大学。上海骄傲节于2009年首次举办，是中国大陆首个大规模LGBT活动，於每年6月在上海举行。

## 运动

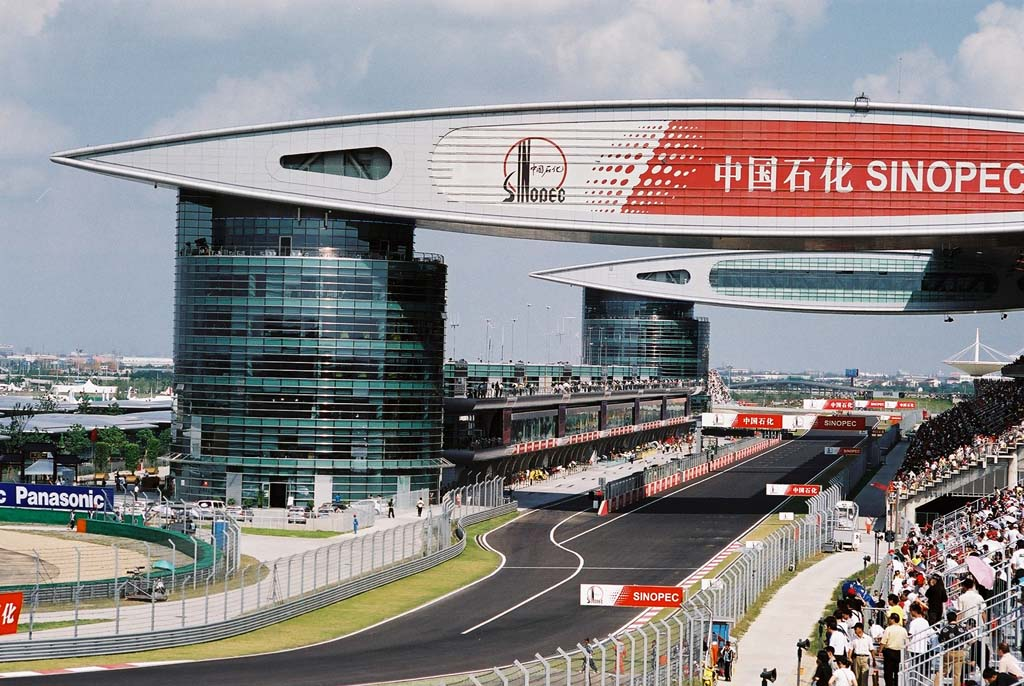
F1世界一级方程式赛车中国大奖赛上海站

上海是多支足球队的主场，其中就包括两支中国足球协会超级联赛球隊，分別為上海申花足球俱乐部和上海海港足球俱乐部，另一支职业足球隊上海申鑫足球俱乐部一度在中国足球协会甲级联赛角逐。上海久事大鲨鱼篮球俱乐部則在中国男子篮球职业联赛角逐。上海曾經还有一支冰球队中国龙队和一支参加中国棒球职业联赛的棒球队上海金鷹隊。
上海板球俱樂部是一家位于上海的板球俱乐部。上海最早有记录的板球比赛发生在1858年4月22日的虹口，前身是1863年成立的上海拍球總會，1948年间中斷運營。期間上海拍球總會加各种国际比赛。由于板球在中国其他地区几乎不怎麼開展，上海拍球總會實際上可以視為事实上的中国国家板球队。1994年，居住在上海的外籍人士成立上海板球俱樂部，现已发展到300多名会员。

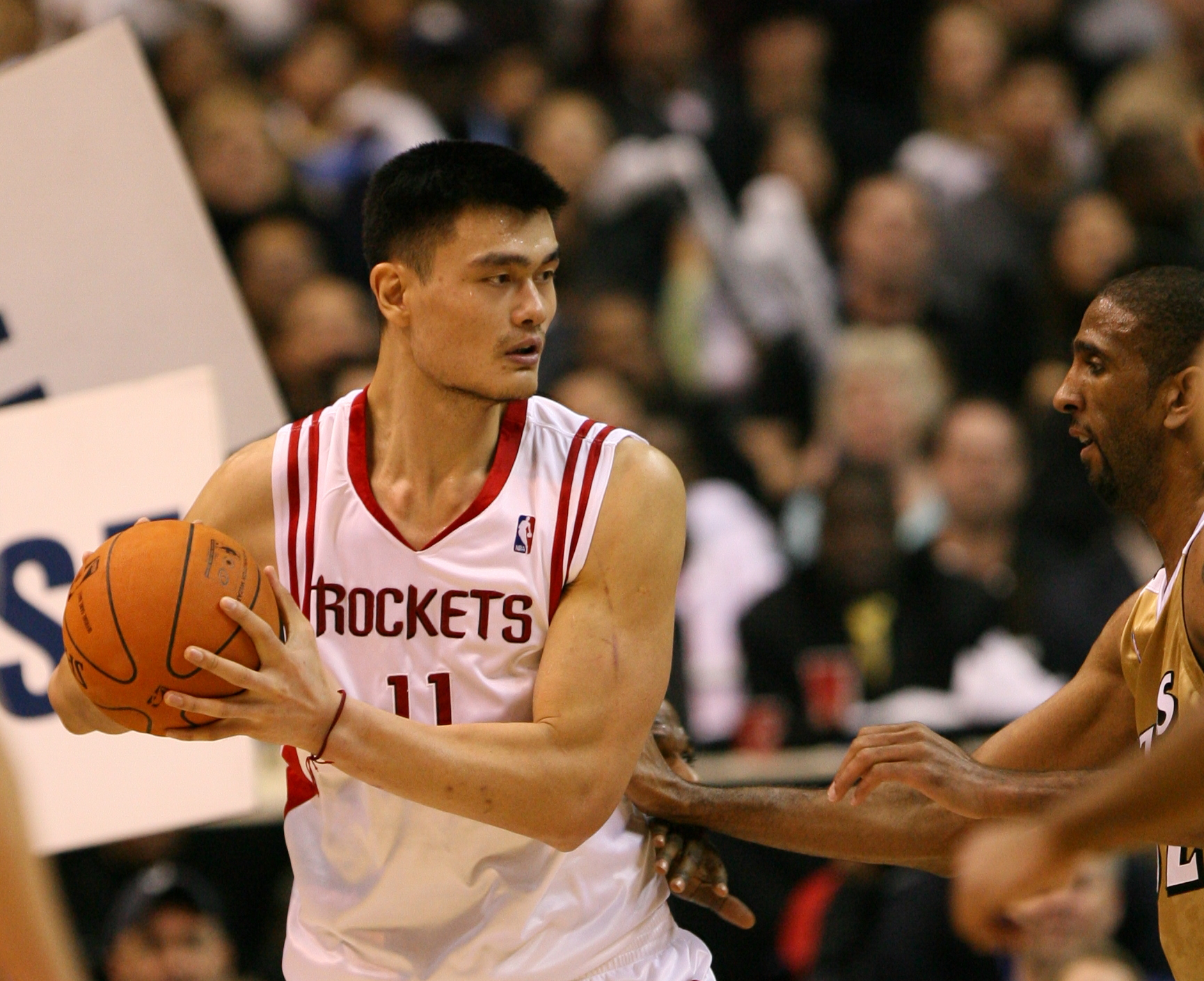
姚明出生于上海

上海也湧現出了一些職業運動員，例如篮球运动员姚明、110米跨欄运动员刘翔、乒乓球运动员王励勤、羽毛球运动员王仪涵、自行車運動員鐘天使。

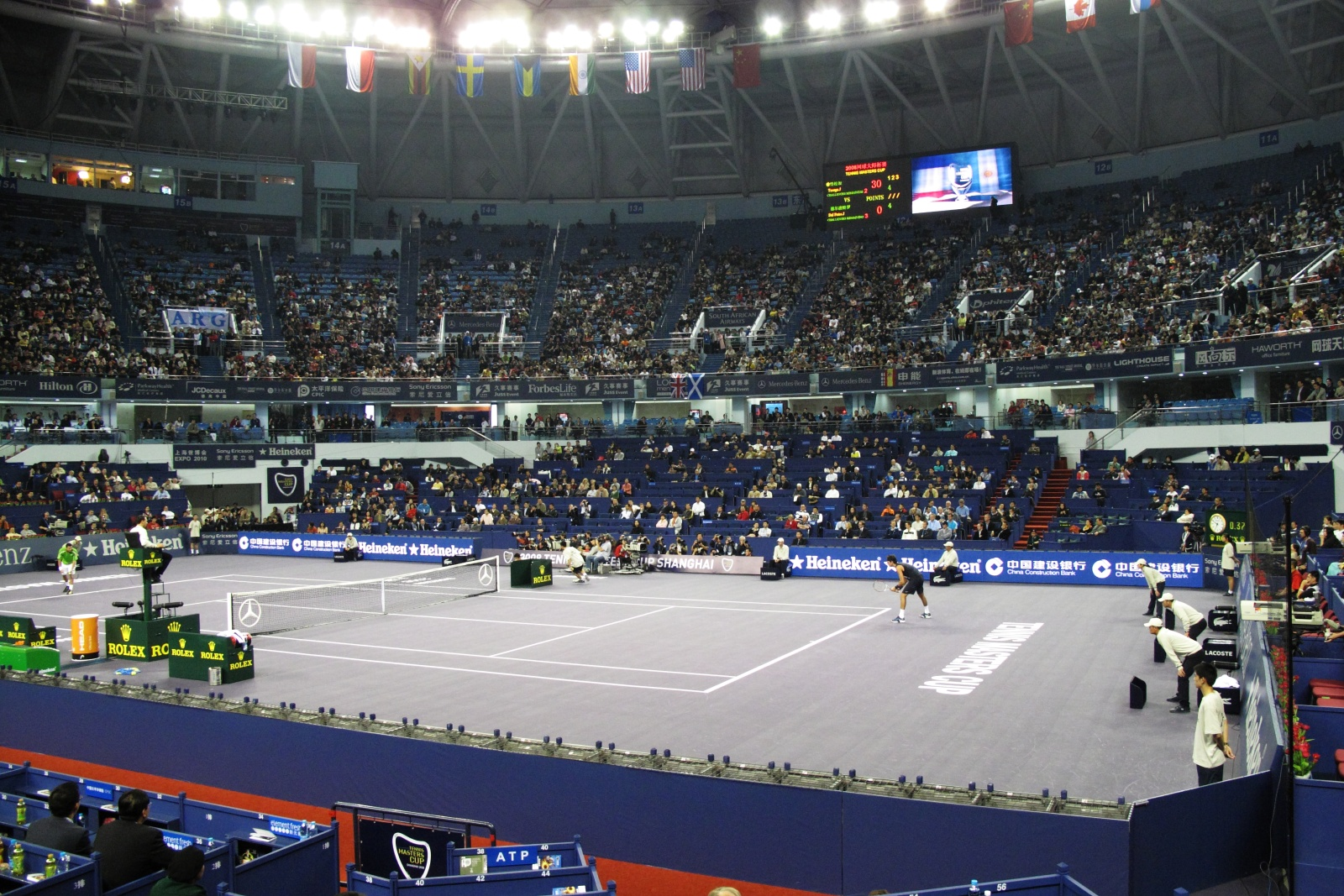
正在舉辦上海大师赛的上海旗忠森林体育城网球中心

上海是多项国际体育赛事的举办地。自2004年以来，一年一度的世界一级方程式赛车中国大奖赛在上海舉辦。比赛每年在上汽国际赛车场舉行。2010年，上海也成为德國房車大師賽的主办城市，该赛事在浦东的街道赛道上进行。2012年开始，上海開始举办世界耐力錦標賽。该市还举办過上海大師賽、BMW大师赛、汇丰冠军赛以及上海浪琴环球马术冠军赛 、國家冰球聯盟（NHL）冰球表演赛、NBA海外赛、英雄联盟2020赛季全球总决赛。